# قهرمانی جودو آسیا ۲۰۰۳
جودو قهرمانی آسیا ۲۰۰۳ شانزدهمین دوره از رقابت‌های قهرمانی آسیا می‌باشد که از ۳۱ اکتبر تا ۱ نوامبر ۲۰۰۳ در ججو، کره جنوبی برگزار گردید.

## خلاصه مدال‌ها

### مردان
| رویداد                | طلا                                 | نقره                             | برنز                                |
| خیلی سبک‌وزن ۶۰− ک‌گ    | خاشباتارین تساگانباتار · مغولستان   | Sanjar Zokirov · ازبکستان        | Tatsuaki Egusa · ژاپن               |
| خیلی سبک‌وزن ۶۰− ک‌گ    | خاشباتارین تساگانباتار · مغولستان   | Sanjar Zokirov · ازبکستان        | Akram Shah · هند                    |
| نیمه سبک‌وزن ۶۶− ک‌گ    | جونگ بو-کیونگ · کرهٔ جنوبی           | Gantömöriin Dashdavaa · مغولستان | Yerlan Slyambayev · قزاقستان        |
| نیمه سبک‌وزن ۶۶− ک‌گ    | جونگ بو-کیونگ · کرهٔ جنوبی           | Gantömöriin Dashdavaa · مغولستان | Yousef Karimian · ایران             |
| سبک‌وزن ۷۳− ک‌گ         | لی وون-هی · کرهٔ جنوبی               | Yusuke Kanamaru · ژاپن           | Damdiny Süldbayar · مغولستان        |
| سبک‌وزن ۷۳− ک‌گ         | لی وون-هی · کرهٔ جنوبی               | Yusuke Kanamaru · ژاپن           | Shokir Muminov · ازبکستان           |
| نیمه میان‌وزن ۸۱− ک‌گ   | Damdinsürengiin Nyamkhüü · مغولستان | Kwon Young-woo · کرهٔ جنوبی       | رضا چاه‌خندق · ایران                 |
| نیمه میان‌وزن ۸۱− ک‌گ   | Damdinsürengiin Nyamkhüü · مغولستان | Kwon Young-woo · کرهٔ جنوبی       | Takashi Ono · ژاپن                  |
| میان‌وزن ۹۰− ک‌گ        | Yuta Yazaki · ژاپن                  | Choi Sun-ho · کرهٔ جنوبی          | Tsend-Ayuushiin Ochirbat · مغولستان |
| میان‌وزن ۹۰− ک‌گ        | Yuta Yazaki · ژاپن                  | Choi Sun-ho · کرهٔ جنوبی          | Vyacheslav Pereteyko · ازبکستان     |
| نیمه سنگین‌وزن ۱۰۰− ک‌گ | آسخات ژیتکیف · قزاقستان             | جانگ سونگ-هو · کرهٔ جنوبی         | Takeo Shoji · ژاپن                  |
| نیمه سنگین‌وزن ۱۰۰− ک‌گ | آسخات ژیتکیف · قزاقستان             | جانگ سونگ-هو · کرهٔ جنوبی         | Batjargalyn Odkhüü · مغولستان       |
| سنگین‌وزن ۱۰۰+ ک‌گ      | عبدالله تانگریف · ازبکستان          | Kota Ueguchi · ژاپن              | Kim Sung-bum · کرهٔ جنوبی            |
| سنگین‌وزن ۱۰۰+ ک‌گ      | عبدالله تانگریف · ازبکستان          | Kota Ueguchi · ژاپن              | Yeldos Ikhsangaliyev · قزاقستان     |
| وزن آزاد              | Daisuke Mori · ژاپن                 | Choi Young-hwan · کرهٔ جنوبی      | محمود میران · ایران                 |
| وزن آزاد              | Daisuke Mori · ژاپن                 | Choi Young-hwan · کرهٔ جنوبی      | Yeldos Ikhsangaliyev · قزاقستان     |

### زنان
| رویداد               | طلا                       | نقره                               | برنز                                |
| خیلی سبک‌وزن ۴۸− ک‌گ   | Kim Young-ran · کرهٔ جنوبی | Kayo Kitada · ژاپن                 | Gao Lijuan · چین                    |
| خیلی سبک‌وزن ۴۸− ک‌گ   | Kim Young-ran · کرهٔ جنوبی | Kayo Kitada · ژاپن                 | Zinura Djuraeva · ازبکستان          |
| نیمه سبک‌وزن ۵۲− ک‌گ   | Kim Kyung-ok · کرهٔ جنوبی  | Aiko Sato · ژاپن                   | Angom Anita Chanu · هند             |
| نیمه سبک‌وزن ۵۲− ک‌گ   | Kim Kyung-ok · کرهٔ جنوبی  | Aiko Sato · ژاپن                   | Li Ying · چین                       |
| سبک‌وزن ۵۷− ک‌گ        | کی کوساکابه · ژاپن        | Khishigbatyn Erdenet-Od · مغولستان | Jung Hye-mi · کرهٔ جنوبی             |
| سبک‌وزن ۵۷− ک‌گ        | کی کوساکابه · ژاپن        | Khishigbatyn Erdenet-Od · مغولستان | Yang Hsien-tzu · تایوان             |
| نیمه میان‌وزن ۶۳− ک‌گ  | یوشیه یوئنو · ژاپن        | Lee Bok-hee · کرهٔ جنوبی            | Wang Chin-fang · تایوان             |
| نیمه میان‌وزن ۶۳− ک‌گ  | یوشیه یوئنو · ژاپن        | Lee Bok-hee · کرهٔ جنوبی            | Tan Fafang · چین                    |
| میان‌وزن ۷۰− ک‌گ       | Hitomi Kaiyama · ژاپن     | Bae Eun-hye · کرهٔ جنوبی            | Liu Shu-yun · تایوان                |
| میان‌وزن ۷۰− ک‌گ       | Hitomi Kaiyama · ژاپن     | Bae Eun-hye · کرهٔ جنوبی            | وانگ جوان · چین                     |
| نیمه سنگین‌وزن ۷۸− ک‌گ | Mizuho Matsuzaki · ژاپن   | Varvara Masyagina · قزاقستان       | Dorjgotovyn Tserenkhand · مغولستان  |
| نیمه سنگین‌وزن ۷۸− ک‌گ | Mizuho Matsuzaki · ژاپن   | Varvara Masyagina · قزاقستان       | Lee So-yeon · کرهٔ جنوبی             |
| سنگین‌وزن ۷۸+ ک‌گ      | Liu Huanyuan · چین        | Choi Sook-ie · کرهٔ جنوبی           | Erdene-Ochiryn Dolgormaa · مغولستان |
| سنگین‌وزن ۷۸+ ک‌گ      | Liu Huanyuan · چین        | Choi Sook-ie · کرهٔ جنوبی           | Miyuki Tokuda · ژاپن                |
| وزن آزاد             | Jia Xueying · چین         | Kei Eguchi · ژاپن                  | Lee Hsiao-hung · تایوان             |
| وزن آزاد             | Jia Xueying · چین         | Kei Eguchi · ژاپن                  | Erdene-Ochiryn Dolgormaa · مغولستان |

## جدول مدال‌ها
| رتبه           | کشور           | طلا | نقره | برنز | مجموع |
| -------------- | -------------- | --- | ---- | ---- | ----- |
| ۱              | ژاپن           | ۶   | ۵    | ۴    | ۱۵    |
| ۲              | کرهٔ جنوبی      | ۴   | ۷    | ۳    | ۱۴    |
| ۳              | مغولستان       | ۲   | ۲    | ۶    | ۱۰    |
| ۴              | چین            | ۲   | ۰    | ۴    | ۶     |
| ۵              | ازبکستان       | ۱   | ۱    | ۳    | ۵     |
| ۵              | قزاقستان       | ۱   | ۱    | ۳    | ۵     |
| ۷              | تایوان         | ۰   | ۰    | ۴    | ۴     |
| ۸              | ایران          | ۰   | ۰    | ۳    | ۳     |
| ۹              | هند            | ۰   | ۰    | ۲    | ۲     |
| مجموع (۹ کشور) | مجموع (۹ کشور) | ۱۶  | ۱۶   | ۳۲   | ۶۴    |